# Саловы
Саловы — дворянский род.
Восходит ко второй половине XVII века. Предок рода Саловых, Никита Салов, за его многолетнию службу пожалован вотчиной (1680) от царя Фёдора Алексеевича.
Род внесён в родословные книги Орловской (VI часть), Пензенской, Саратовской, Калужской и  Московской губерний.

## Описание герба
В щите, имеющем голубое поле, изображено дерево сосна, вверху коей находится серебряная шестиугольная звезда.
Щит увенчан дворянскими шлемом, с таковою же на нём короной и тремя страусовыми перьями. Намёт на щите голубой, подложенный серебром. Герб рода Саловых внесён в Часть 10 Общего гербовника дворянских родов Всероссийской империи, стр. 87.

## Известные представители
- Салов Савва Иванович — стольник патриарха Филарета (1629), московский дворянин (1676).
- Саловы: Фадей и Пётр Елизарьевичи, Матвей Савельевич — стряпчие (1682—1692).
- Салов Иван Савельевич — стольник (1693)[4].
- Салов, Илья Александрович (1835—1902) — известный беллетрист.
- Василий Васильевич Салов - председатель Инженерного совета министерства путей сообщения.
- Салов Данил Степанович (1914—1948) — участник Великой Отечественной войны